# Ники Уайр
Николас Аллен Джонс (англ. Nicholas Allen Jones), известный как Ники Уайр (англ. Nicky Wire) — музыкант, автор текстов, басист, иногда исполняющий вокальные партии в уэльской рок-группе Manic Street Preachers.

## Биография
Родился 20 января 1969 года в Тредегаре. Николас Аллен Джонс учился в одной школе с будущими участниками Manic Street Preachers Джеймсом Дином Брэдфилдом, Шоном Муром и Ричи Джеймсом Эдвардсом — общеобразовательной школе Оэйкдейл.
Он был капитаном национальной футбольной команды Уэльса с возрастным ограничением до 14 лет, проявлял немалый талант в этой игре, и даже был отправлен на просмотр в футбольный клуб «Арсенал». Но ничего из этого не вышло из-за проблем со спиной и коленями. Получил A-levels в области политики и права. Позже посещал Уэльский университет в Суонси, начав учиться годом позже Ричи. Закончил обучение с оценкой 2:2 по политической истории. Он чувствовал, что его таланты достойны лучшей оценки, но началась карьера группы и образование было отставлено в сторону на какое-то время.
Изначально в группе он был ритм-гитаристом, но перешёл на бас после того, как первый басист покинул группу. С 1989 до 1995 года Ники писал тексты для группы в соавторстве с Ричи Эдвардсом, пока последний не пропал без вести. Некоторые тексты Эдвардса использовались на альбоме 1996 года Everything Must Go. Первым альбомом, где все тексты были написаны Уайром, стал This Is My Truth Tell Me Yours 1998 года.
Обычно Ники играет на бас-гитарах Gibson Thunderbird, Rickenbacker, Fender Jazz Bass; в последнее время список был пополнен Italia Mondial Bass. Ники занимался сценической одеждой группы, однако, заметно снизил их «пёстрость» с момента исчезновения Ричи Эдвардса. Он носил вещи противоположного пола ещё будучи юношей, в частности посещая местный паб в Блэквуде. Его влечение к глэму и женской одежде объясняются очень близкими отношениями между ним и его матерью.
Известен своими скандальными репликами и дискуссиями в прессе. Однажды он заявил во время концерта: «Исключительно из доброжелательности давайте молиться, что Майка Стайпа в скором времени ждёт та же участь, что постигла Фредди Меркьюри».
Остальные члены группы называют его надоедливым и он безумно любит пылесосить. Он даже упомянул пылесосы марки «Дайсон» (Dyson) в песне Prologue To History.
Ники фанат регбийной команды Warrington Wolves, которых сокращённо называют «Уайр» (Wire).
Ники — младший брат поэта и писателя Патрика Джонса.

## Сольная карьера
В Рождество 2005 года на официальный сайте Manic Street Preachers была выложена сольная композиция Ники, I Killed the Zeitgeist. Песня была доступна для скачивания только один день. Сольный альбом Ники Уайра вышел 25 сентября 2006 года. В начале мая прошла премьера первого сингла с дебютного альбома, Break My Heart Slowly, в программе Фила Джупитуса на передаче BBC 6music.
Уайр отыграл сольный концерт на Hay on Wye festival 5 июня 2006 года. Плей-лист, состоящий из песен ожидаемого альбома, был пополнен укороченной акустической версией песни Condemned to Rock 'N' Roll с дебютного альбома группы Generation Terrorists. После концерта было объявлено о том, что обдумывается возможность проведения сольного тура. На следующий день были выложены 3 трека для бесплатного скачивания на новом сайте Ники. Дебютный альбом Уайра, I Killed the Zeitgeist, вышел 25 сентября, а сингл с этого альбома Break My Heart Slowly 18 сентября. Также сингл The Shining Path появился на сайте iTunes на один день, как эксклюзивный сингл для скачивания, 17 июля.

## Личная жизнь
В сентябре 1993 Ники женился на любви своего детства, Рэйчел. Из-за медового месяца он пропустил выступление группы на Top Of The Pops и в этот день был заменен соответствующим ему по росту дорожным менеджером Manic Street Preachers, одевшим маску Микки Мауса. Он живёт в роскошном доме в пригороде Ньюпорта с Рэйчел, их дочерью Кларой, сыном Стэнли (родился в июле 2007) и их собакой Молли. Ники не живёт так, как представляется жизнь обычной звезды рок-н-ролла, и до недавнего времени жил в обычном доме в Ватсвилле неподалёку от Блэквуда. Он был раздражен, когда в английской прессе были опубликованы фотографии его дома с хорошо просматривающимися подробностями — он ответил на это трибьютом своему дому в названии трека Wattsville Blues на альбоме группы Know Your Enemy.

## Сольная дискография

### Альбомы
- I Killed The Zeitgeist (25 сентября 2006). Высшая позиция в хит-параде Великобритании — 130 место

### Синглы
- Break My Heart Slowly (18 сентября 2006). Высшая позиция в хит-параде Великобритании — 74 место